# Bonnet en tricot

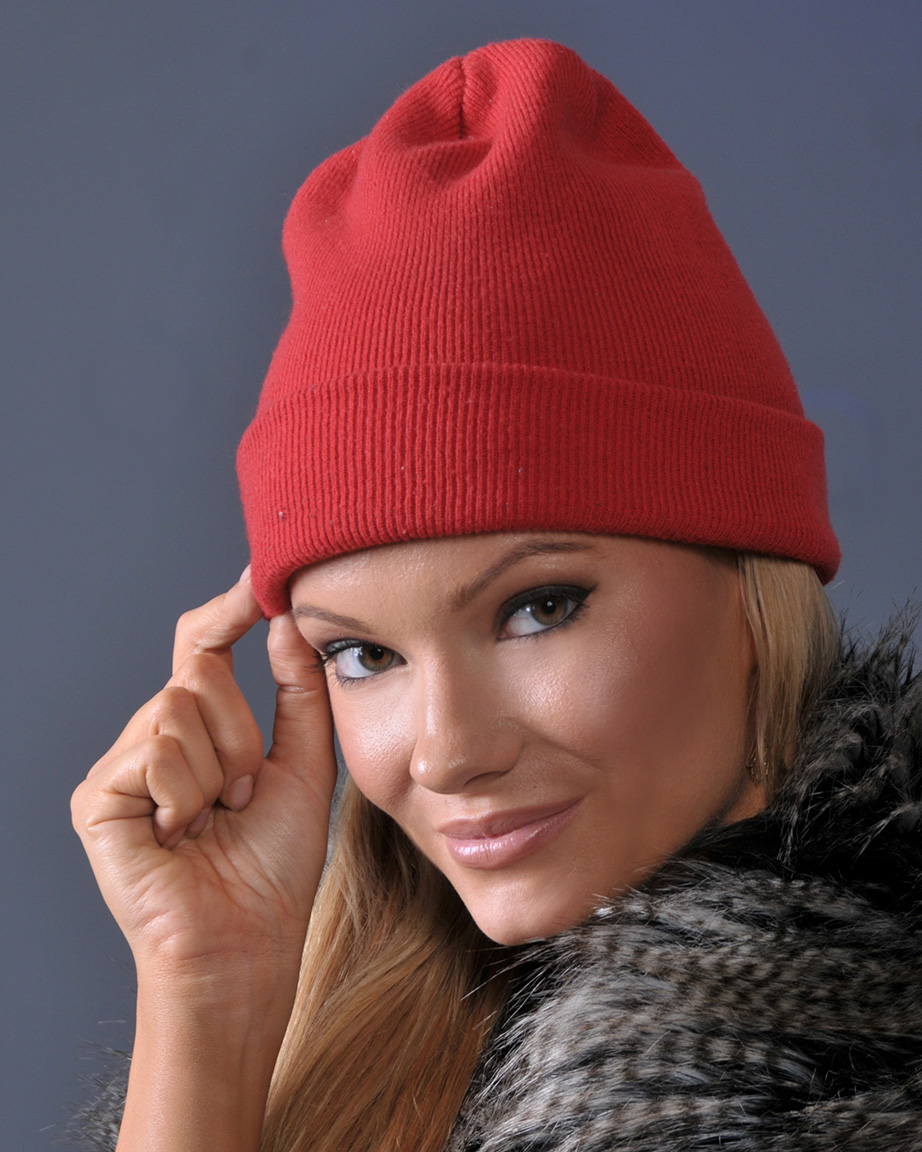
Une femme portant un bonnet en tricot.

Le bonnet en tricot ou tuque (au Québec) est un bonnet tricoté, généralement en laine ou en fibres synthétiques, porté pour se prémunir du froid.
Le bonnet tricoté est typiquement de construction simple, bien qu'il en existe de nombreuses variantes.
Historiquement, le bonnet en tricot de laine était un couvre-chef extrêmement courant pour les marins, les pêcheurs, les chasseurs et autres travailleurs qui passaient leurs journées en extérieur au XVIIIe siècle.

## Dans la culture populaire
L'océanographe français Jacques-Yves Cousteau était connu pour porter un bonnet en tricot de couleur rouge.